# Исток художественного творения
«Исток художественного творения» (нем. Der Ursprung des Kunstwerkes, 1935/36) — работа немецкого философа Мартина Хайдеггера, в которой поднимается проблема сущности искусства. Хайдеггер стремится найти новый ракурс для рассмотрения искусства, выходя за рамки привычных социологического, психологического и эстетического подходов. 
Хайдеггер называет искусство загадкой, которую необходимо прежде всего увидеть. Точка зрения при этом смещается с проблем классической эстетики (соотношение искусства и красоты) на проблему соотношения искусства и истины.

## Содержание
Хайдеггер начинает работу с прояснения смысла основных понятий: так, исток означает происхождение сущности чего-либо; понятие творения связано с художником; художник и творение относят к понятию искусства. Для выхода из образовавшегося круга понятий, Хайдеггер задает вопрос о способе существования художественных творений. Шляпа, ружье, картина Ван Гога, поэма гимны Гельдерлина — обладают чем-то общим. Это то, без чего они просто не могли бы быть, Хайдеггер называет это вещностью. Шляпа висит на стене, картина находится на выставке, гимны упаковывались во время войны в солдатские ранцы.
Итак, искусство определяется через творение. Любое творение имеет вещность: нечто каменное в творении зодчества, краски в живописном творении, тон в музыке и тд. Что же такое вещь по своей сути? Вопрос о соотношении вещи и творения побуждает Хайдеггера выделить три возможные способа понимания вещи: вещь как носитель свойств, вещь как единство многообразных ощущений и вещь как единство формы и вещества.

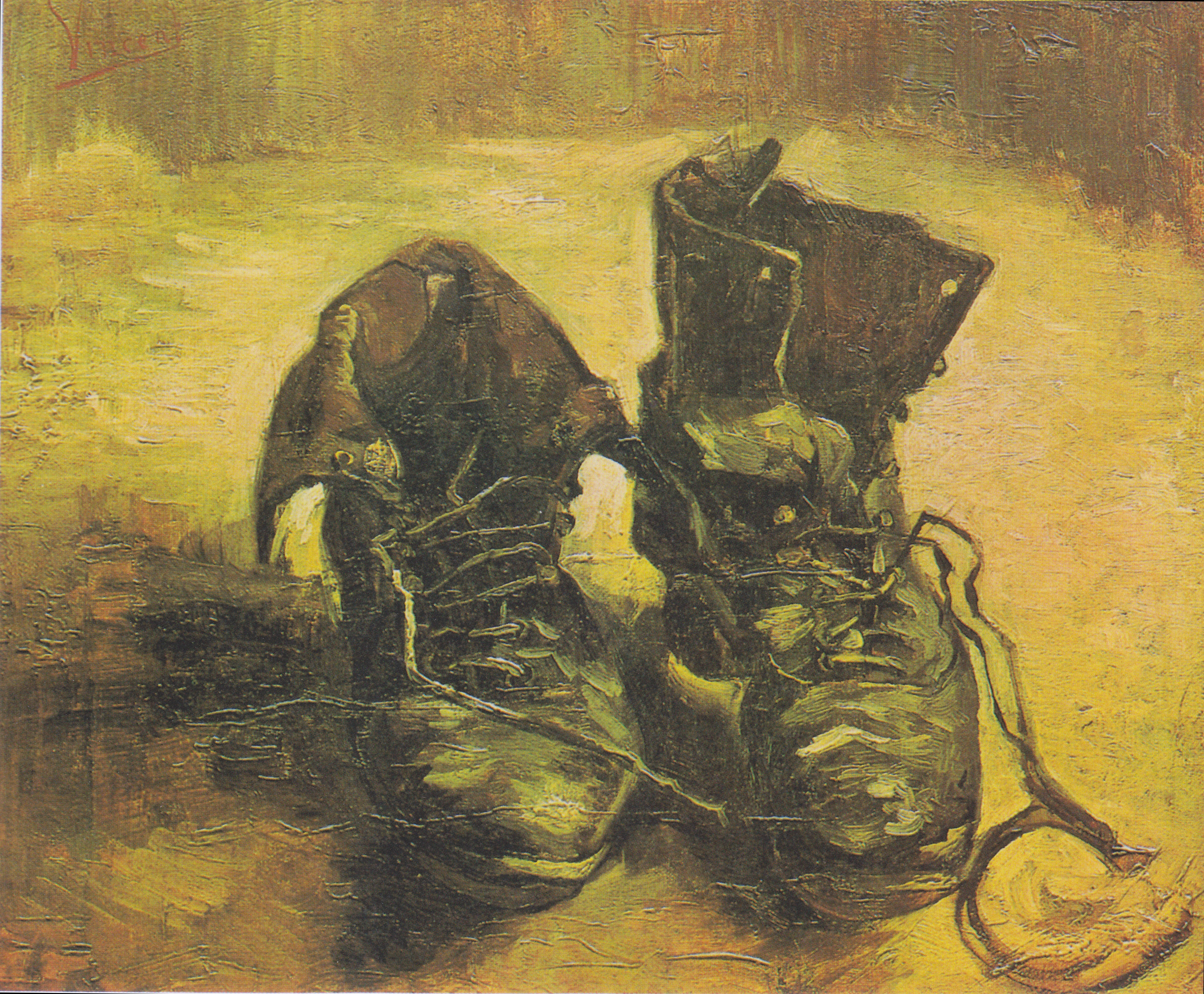
«Башмаки» (нидерл. Een paar schoenen) — картина известного нидерландского художника Винсента Ван Гога. Она была написана летом 1886 года в Париже.

Принимая последнюю точку зрения о вещи, Хайдеггер вводит понятие дельности. Вещь рассмотренная с позиции дельности является изделием, которое занимает срединную позицию по отношению к вещи и к творению. Чтобы понять о чем идет речь, Хайдеггер предлагает рассмотреть картину Ван Гога, на которой изображена пара крестьянских ботинок. По идее философа на картине высвечена сама дельность или служебность:
«Из темного истоптанного нутра этих башмаков неподвижно глядят на нас упорный труд тяжело ступающих во время работы в поле ног. Тяжелая и грубая прочность башмаков собрала в себе все упорства неспешных шагов вдоль широко раскинувшихся и всегда одинаковых борозд, над которыми дует пронизывающий резкий ветер». 
Далее, по мысли Хайдеггера, подобное феноменологическое рассмотрение подрывает идею о форме и веществе как об истоке творения. Сама дельность оказывается более глубокого происхождения.
«Мы обрели дельность изделия. Но как мы обрели ее? Не в описание и объяснении наличного изделия, не в отчете о процессе его изготовления и не в наблюдении над тем, как тут и там действительно применяют это изделие, башмаки, нет — мы обрели эту дельность изделия, оказавшись перед картиной Ван Гога. И картина сказала свое слово. Оказавшись близ творения, мы внезапно побывали в ином месте, не там, где находимся обычно». 
С этого момента Хайдеггер меняет точку зрению на художественное творение:  
«Наше вопрошание о творении поколеблено в самих основах, поскольку оказалось, что мы наполовину вопрошали о вещи, наполовину об изделии. Но это не мы придумали — так ставить вопрос. Так ставит вопрос вообще вся эстетика. Способ, каким эстетика заранее видит художественное творение, подчинен традиционному истолкованию всего сущего».
Искусство по своей сути есть место творения истины. Истина сбывается в искусстве, полагая себя в творение. Для прояснения того, что такое истина Хайдеггер начинает философский анализ греческого слова алетейя (др.-греч. Αλήθεια), которое означает несокрытость, однако из дальнейшего анализа становится ясно, что истина подразумевает как сокрытость, так и несокрытость.

Следующий шаг рефлексии автора предполагает рассмотрение искусства как спора между землей и миром. По поводу этих двух понятий хайдеггеровской герменевтики Ханс-Георг Гадамер писал следующее: 
«Мир как целое, сопрягающее в себе все набрасывание здесьбытия, образовывал то поле, которое предшествовало любому набрасыванию со стороны человеческой заботы. Сам же Хайдеггер дал обзор истории понятия «мир», прежде всего выделили и исторические обосновал новозаветный антропологический смысл этого понятия. Размежевав его с понятием совокупности всего наличного. Однако неожиданность заключалась в том, что этому понятию «мира» была найдена противоположность — понятие земли. Ибо в то время как понятие «мира» как целого, вовнутрь которого совершается любое человеческое сомоистолкование: можно было повысить до наглядного созерцания, понятие «земли» звучало как некое мифологическое и гностическое празвучание, которому место — как казалось — в лучше случае в мире поэзии».   
Мир по Хайдеггеру есть у крестьянки, хозяйки, к примеру, тех самых ботинок, изображенных Ван Гогом, в то время как ботинки относятся к земле. В изображенных на картине ботинках особым образом проступает мир крестьянки. Таким образом раскрывается, что есть ботинки по своей сути. Выходит, что художественное творение раскрывает нам истину о сущем. 
«Творения, восставляя мир и составляя землю, ведет спор за несокрытость сущего в целом, за истину». 